# Caulokaempferia kuapii
Caulokaempferia kuapii är en enhjärtbladig växtart som beskrevs av Kai Larsen. Caulokaempferia kuapii ingår i släktet Caulokaempferia och familjen Zingiberaceae.
Artens utbredningsområde är Thailand. Inga underarter finns listade i Catalogue of Life.